# Publicação anual
Publicações anuais são publicações periódicas que aparecem regularmente uma vez por ano. Embora as definições exatas possam variar, os tipos de anuais incluem: calendários e almanaques, diretórios, anuários, relatórios anuais, procedimentos e transações e anuários literários. Uma publicação semanal ou mensal pode produzir um anual com materiais semelhantes à publicação regular. Algumas enciclopédias publicam anualmente suplementos que resumem essencialmente as notícias do ano passado, à semelhança de alguns anuais de jornais.
Para bibliotecas e colecionadores, os anuários apresentam desafios de tamanho (dezenas ou centenas de volumes) e completude (adquirir uma sequência sem volumes faltantes). Eles são tratados de forma semelhante às publicações seriadas, o que normalmente significa um único registro de catálogo de biblioteca para o título, não para anos individuais. O registro único deve então indicar quais volumes (anos) são mantidos.
A metade e o final do século XX viu um aumento acentuado na publicação de anuários para relatar resultados científicos e fornecer uma visão geral, tanto em tópicos cada vez mais especializados quanto em resumos populares.

## História

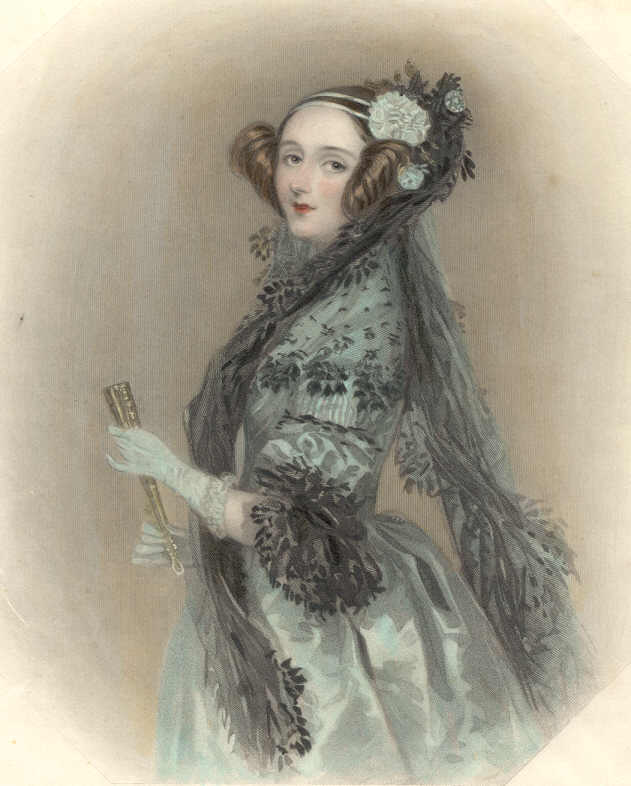
Uma gravura aquarelada à mão gravada por William Henry Mote de Ada Lovelace

Uma nova forma de trabalho literário chamada "anual" foi uma moda de cerca de 1823 a 1857 e tornou-se tão popular que logo foi publicada até dezessete vezes por ano. A realeza britânica aumentou sua popularidade. Eles se assemelham a muitos "livros" literários universitários recém produzidos para o campus universitário de hoje, exceto que continham muitas gravuras de belas mulheres em placas de aço. Eram as revistas de moda da época. Mais tarde, tornou-se moda aquarelar as gravuras e os "anuais" tornaram-se os primeiros livros para colorir. Mais tarde, houve uma reação contra a "beleza" e a moda acabou, assim como as gravuras em chapa de aço para livros.
"O Anual" foi uma moda de longa data de 1824 a 1857, que começou na Inglaterra, mas se espalhou para os EUA. Placas de aço da década de 1820 permitiram que editores de livros produzissem fotos em massa. O que começou como um "livro anual" ou um presente para as festas de fim de ano se transformou em algo que teve até dezessete edições ao longo do ano (mas ainda eram chamados de anuais). A condessa Blessington e outras mulheres reais contribuíram para as obras e alteraram a moda. Essa moda às vezes era chamada de "beleza", pois livros com pratos de mulheres definiam o conteúdo.

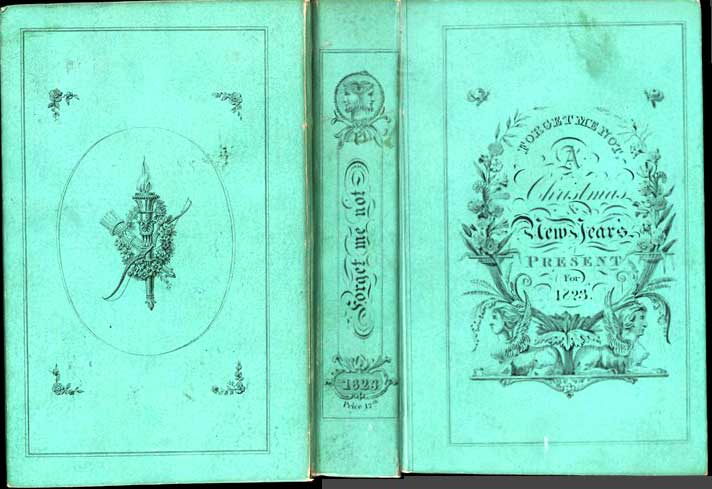
Um início anual de 1822/3

Em um livro, a placa de aço foi danificada e outra foto de uma mulher foi usada simplesmente como substituição. As ilustrações muitas vezes não tinham nada a ver com o conteúdo do texto. O conteúdo do texto era muitas vezes de má qualidade e "The American Book of Beauty" continha uma história de tortura na prisão com uma ilustração de uma mulher bonita com um cãozinho. "The American Book of Beauty" também tem vários exemplares dos livros com retratos em diferentes ordens. Uma edição do "Heath's Book of Beauty" era um projeto de faculdade e continha poemas, contos, etc. 1826 não foi um bom ano para os anuais, por causa do Pânico de 1825. O sarcástico poema de Thomas Hood, "A Batalha dos Anuais", foi publicado na década de 1830. A aquarela tornou-se popular na década de 1830 e as gravuras em preto e branco eram os livros de colorir da época. Em 1842, Volume 1, página 521 do Illustrated London News, há fotos sarcásticas zombando dos anuais. Em 1844 saiu um artigo que se referia a ela como mania imbecil e finalmente o "Obituário do Anual" apareceu no Art Journal de 1857. A morte dos anuais e as novas técnicas fotográficas substituindo a gravura acabaram com a carreira da maioria dos gravadores.